# Сайран (станция метро)
«Сайран» (каз.  Сайран / Sairan) — станция Алматинского метрополитена. Находится между станциями «Алатау» и «Москва» первой линии. Размещается под проспектом Абая между улицами Брусиловского и Тлендиева.

## История и название
Станция названа по находящемуся рядом водохранилищу Сайран.

## Перенос сроков
Пуск станции намечался на 1 декабря 2014 года, однако в сентябре 2014 было сообщено что пуск состоится в начале 2015 года. Позднее было сообщено о сдаче станции в эксплуатацию в срок.
16 марта 2015 года станцию проинспектировал аким города Алматы Ахметжан Есимов. Он отметил высокую готовность станции и поручил провести повторную проверку всех систем перед вводом станции в эксплуатацию.
Станция была открыта 18 апреля 2015 года.

## Вестибюли и пересадки
Станция находится под проспектом Абая между улицами Брусиловского и Тлендиева. Имеет два вестибюля и выходы через подземные переходы с северной и южной стороны проспекта Абая в Алмалинском и Бостандыкском районах города.

## Техническая характеристика
Колонная трёхпролётная станция мелкого заложения (глубина — 11 м) с одной посадочной платформой шириной 15 м, длиной 104 м. Над путями расположены балконы, через которые осуществляется переход в подземные вестибюли станции.

## Архитектура и оформление

Тамгалы

Станция оформлена в светлых тонах. Колонны отделаны бежевым гранитом. На путевых стенах изображена радуга и петроглифы, напоминающие Тамгалы (объект всемирного наследия ЮНЕСКО с 2004 года). Оформление должно отсылать как к историческому объекту, находящемуся возле Алма-Аты, так и к мотивам детства, что связано с находящимся неподалёку Театру юного зрителя им. Н. Сац и водохранилищем Сайран — месте купания горожан летом.

## Ближайшие объекты
- Торгово-развлекательный комплекс ADK
- Водохранилище Сайран
- Автовокзал Сайран

## Строительство станции
Ниже представлены наиболее значимые события:
- Сентябрь 2010 года — одобрено технико-экономическое обоснование строительства второй очереди первой линии от станции «Алатау» до станции «Калкаман», протяжённостью 8,62 км.
- Март 2011 года — начало проходки перегонного тоннеля к станции из котлована за оборотными тупиками станции «Алатау»[5].
- 2012 год — правый перегонный тоннель от станции «Алатау» ТПМК Херенкнехт проходит без остановки. В дальнейшем планируется его разборка в будущем котловане станции.
- Апрель 2013 года — начали строить объездную дорогу для начала сооружения строительного котлована[6].
- Июль 2013 года — завершена проходка левого перегонного тоннеля от станции «Алатау».
- Ноябрь 2013 года — был достроен правый перегонный тоннель между станциями «Сайран» и «Москва». Проходка велась с двух сторон[7].
- Июнь 2014 года — готовы основные конструкции станции[8].
- Август 2014 года — сбойка левого перегонного тоннель до станции «Москва»[9].
- 1 декабря 2014 года — станция готова, началась обкатка путей и тестирование техники[10][11].